# Bataille d'Earnside
Première guerre d'indépendance de l'Écosse
Batailles
La bataille d'Earnside fut livrée lors de la Première Guerre d'indépendance écossaise en septembre 1304. On a peu de détails sur cette bataille mais il s'agit de la dernière à laquelle participe William Wallace avant sa capture et son exécution par les Anglais en août 1305.
Les rapports contemporains nomment le lieu de la bataille « Yrenside », ce qui est traduit de nos jours sous le nom d'« Earnside », ce qui tend à affirmer qu'elle a eu lieu le long de la rivière Earn, dans le Strathearn. Cependant on pourrait également traduire par « Ironside », ce qui tendrait à assimiler le lieu de la bataille à la colline d'Iron, dans les Sidlaw Hills.
Selon les chroniques anglaises, la bataille aurait été perdue par Wallace, qui se serait enfui, car le connétable de Dundee l'aurait pourchassé.
Cependant, une plaque située près de Newburgh dans le Fife affirme qu'une bataille de Yrenside aurait eu lieu entre Wallace et le comte de Pembroke le 12 juin 1298. Cette hypothèse est néanmoins peu probable car Wallace se trouvait près de Falkirk afin de surprendre l'armée anglaise et le titre de comte de Pembroke était à ce moment-là vacant.